# STAIR
STAIR (da St Andrews Air) è un tipo di accumulatore in fase di sviluppo in Scozia, presso l'Università di St. Andrews.

## Funzionamento
La batteria contiene un elettrodo di carbone poroso che riesce ad assorbire l'ossigeno atmosferico, con una reazione che fornisce energia elettrica.. Inoltre, utilizzando meno sostanze chimiche nella batteria, peserà meno e potrà contenere più energia (5-10 volte in più). Nel 2011 la sperimentazione sarà finita, ma perché entri in commercio bisognerà aspettare il 2015.
Il professor Peter Bruce, del dipartimento di chimica dell'Università di St. Andrews, spiega quali sono gli obiettivi del progetto:
(Peter Bruce, Professore presso il dipartimento di chimica dell'Università di St Andrews)

## Impiego

### Usi
La batteria potrebbe essere utilizzata in qualsiasi apparecchio elettrico che abbia bisogni di batterie piccole, leggere ma potenti: dai Telefoni cellulari agli MP3, dai Laptop alle Auto elettriche.

### Vantaggi
- Potenzialmente molto ecologica;
- Economica;
- Leggera;
- Potente, una carica dura molto.

### Svantaggi
- È ancora in fase di sperimentazione;
- Terminata nel 2011, sarà commercializzata dal 2015;
- Contiene carbone, materiale inquinante e molto sfruttato;